# خواكيم فون بلومنتال
خواكيم فون بلومنتال (بالألمانية: Joachim Christian von Blumenthal)‏ هو سياسي ألماني، ولد في 6 ديسمبر 1720 في بولندا، وتوفي في 17 مارس 1800 ببرلين في ألمانيا.